# 井絢乃
井 絢乃（い あやの、1999年8月20日 - ）は日本の女子卓球選手。
福岡県北九州市生まれ、福岡県遠賀郡水巻町出身。
身長166cm、右シェーク裏々ドライブ型。

## 経歴
水巻町立頃末小学校、明徳義塾中学校・高等学校卒業後、中国電力に入社。
3歳から父の務める学校の部活動で卓球をはじめ、5歳で石田卓球クラブに入る。全日本卓球選手権大会ホープス・カブ・バンビの部（ホカバの部）に出場、小学4年生時にはカブの部でベスト8に入賞。小学6年生に石田卓球クラブで全国ホープス卓球大会団体戦で優勝。中学からは明徳義塾中学校・高等学校で佐藤健剛・利香監督夫妻の元で成長し、高校3年時には全国高等学校総合体育大会卓球競技大会女子ダブルスで優勝している。
中国電力へ就職後は、令和4年度全日本社会人卓球選手権大会で女子シングルス・ダブルスで優勝し、二冠を達成した。2023全日本卓球選手権大会では女子ダブルスで決勝に進出している。第4回TOP32平塚大会では、7位になる。
令和3年度全国高等学校選抜卓球大会の男子シングルスで優勝した井修紀（い なおき・福岡県自由ケ丘高等学校）は弟である。